# ألفتينس
ألفتينس أو ألفتانيس هي بلدة ايسلندية تقع على أرض شبه جزيرة منخفضة متصلة بالجزء الشرقي من منطقة ريكيانس، وتقع البلدة في المنطقة الواقعة إداريا في نطاق العاصمة الآيسلندية ريكيافيك .
تم دمج بلدية ألفتنس مع بلدية جارابار المجاورة لها في يناير / كانون الثاني 2013.. و يبلغ عدد سكان البلدة 2,484 نسمة حسب إحصاء تم في كانون الثاني / يناير 2011. وتضم المدينة المقر الرسمي لرئيس أيسلندا، والذي يسمى بيساستاير .

## توأمة
لألفتينس اتفاقيات توأمة مع كل من:
- يوفيك
- Næstved [الإنجليزية]‏
- راوما
- Gävle Municipality [الإنجليزية]‏